# كأس النرويج 1973
كأس النرويج 1973 (بالنرويجية: Norgesmesterskapet i fotball for menn 1973)‏ هو الموسم 68 من كأس النرويج. أشرف على تنظيمه اتحاد النرويج لكرة القدم، وفاز فيه نادي سترومسغودست لكرة القدم.